# One Manhattan West
1 Manhattan West es un edificio de oficinas de 67 pisos en el desarrollo de Manhattan West. Se completó en 2019 y servirá como la segunda torre completada en el desarrollo después de 3 Manhattan West.

## Historia
En julio de 2018, Wells Fargo otorgó un préstamo de construcción de $530 millones para el proyecto. La estructura se completó en agosto de 2018, y se inauguró oficialmente el 30 de octubre de 2019.

## Arquitectura y diseño
El edificio tiene 67 pisos, 2.1 millones de pies cuadrados y se espera que obtenga la certificación LEED Gold.
El sistema estructural de la torre está compuesto por un núcleo central de hormigón armado y un marco de acero perimetral. Parte de la torre sobresale de las vías del tren subterráneo que conducen a la estación Penn. Para evitar las vías, las columnas perimetrales en los lados sur, norte y este no descienden hasta el nivel del suelo, sino que se transfieren al núcleo sobre el vestíbulo del edificio.

## Inquilinos
A septiembre de 2019, el edificio estaba alquilado en un 86%:
- Pisos 6-22: Ernst & Young[8]
- Pisos 23-27: Liga Nacional de Hockey[9][10]
- Pisos 28-46: Skadden[11]
- Pisos 50-51: McKool Smith[12]
- Pisos 56-58: Pharo Management[13]
- Pisos 59-67: Accenture[14]